# Biella Forum
Il Biella Forum (fino alla stagione 2012-13 Lauretana Biella Forum e fino alla stagione 2018-2019 HYPE Forum per motivi di sponsorizzazione) è una struttura polifunzionale della città di Biella, costruita dalla Nova Coop per ospitare principalmente le gare casalinghe della Pallacanestro Biella, squadra di pallacanestro militante nella Serie A2.
Vengono disputate anche gare di volley, tennis, pallamano, calcio a cinque, ginnastica artistica e ritmica. Permette poi di ospitare concerti ed eventi fieristici, con un'area all'interno del palazzetto e una all'esterno. Il primo concerto si è tenuto il 23 dicembre 2009: sul palco è salito Craig Adams.
Ogni anno, ad inizio gennaio, il Biella Forum ospita la giornata conclusiva (con finali e premiazioni) del Torneo Internazionale di Volley Giovanile, Bear Wool Volley; una vera non-stop di quasi dieci ore di partite alla presenza di un numerosissimo pubblico ed oltre 1000 tra pallavoliste e pallavolisti dalla Under 19 sino ai più giovani.

## Impianto
I posti a sedere sono 5 007, ma nel caso di concerti possono arrivare fino a 7 000. Oltre alle attrezzature di gioco sono presenti, accanto agli spogliatoi, una sala pesi, una sala riunione e un centro benessere.
La struttura è stata ultimata nel mese di febbraio 2009, dopo circa due anni di lavori. È uno dei primi palazzetti italiani a rispettare la legge Pisanu sulla sicurezza degli impianti sportivi. Non ci sono posti a sedere che arrivino direttamente a bordo campo e tra i tifosi di casa e quelli ospiti esiste una separazione netta e fisica, questi ultimi hanno parcheggi e ingressi separati e un punto ristoro a loro riservato. Le quattro tribune sono tutte separate tra loro essendo incassonate tra i muri laterali. Il settore ospiti conta 700 posti a sedere, 500 fissi e 200 nella tribuna mobile, posta più in basso. Il palazzetto è poi conforme alle ultime normative sul risparmio energetico e la copertura è provvista di un impianto solare e termico.

## Inaugurazione
L'inaugurazione è avvenuta il 25 febbraio 2009 con una amichevole di basket tra Biella e Pavia, mentre la prima gara ufficiale è stata quella contro la Premiata Montegranaro del 1º marzo 2009 terminata 92-74 per la squadra di casa.
Al primo concerto, alle porte del Natale del 2009, il pubblico ha superato le 3000 persone che hanno ballato e cantato sulle note del gospel di Craig Adams & The voices of New Orleans.

## Eventi extra sportivi
- 2009 - Craig Adams & The voices of New Orleans
- 2010 - Aladin il musical
- 2012 - FedCup di Tennis, Italia-Ucraina
- 2012 - Dietro alle apparenze tour - Giorgia
- 2012 - W Zorro, musical